# 太阳乡 (惠水县)
太阳乡，是中华人民共和国贵州省黔南布依族苗族自治州惠水县一个已撤销的乡级行政区，2014年2月14日，贵州省人民政府批复同意惠水县部分乡镇行政区划调整，撤销太阳乡，将其所辖的五星村、和平村、阴桥村、岗金村划归羡塘镇，摆王村、摆俄村、播哨村、西牛村、蓬路村、洛平村划归雅水镇。